# 日浄寺 (仙台市)

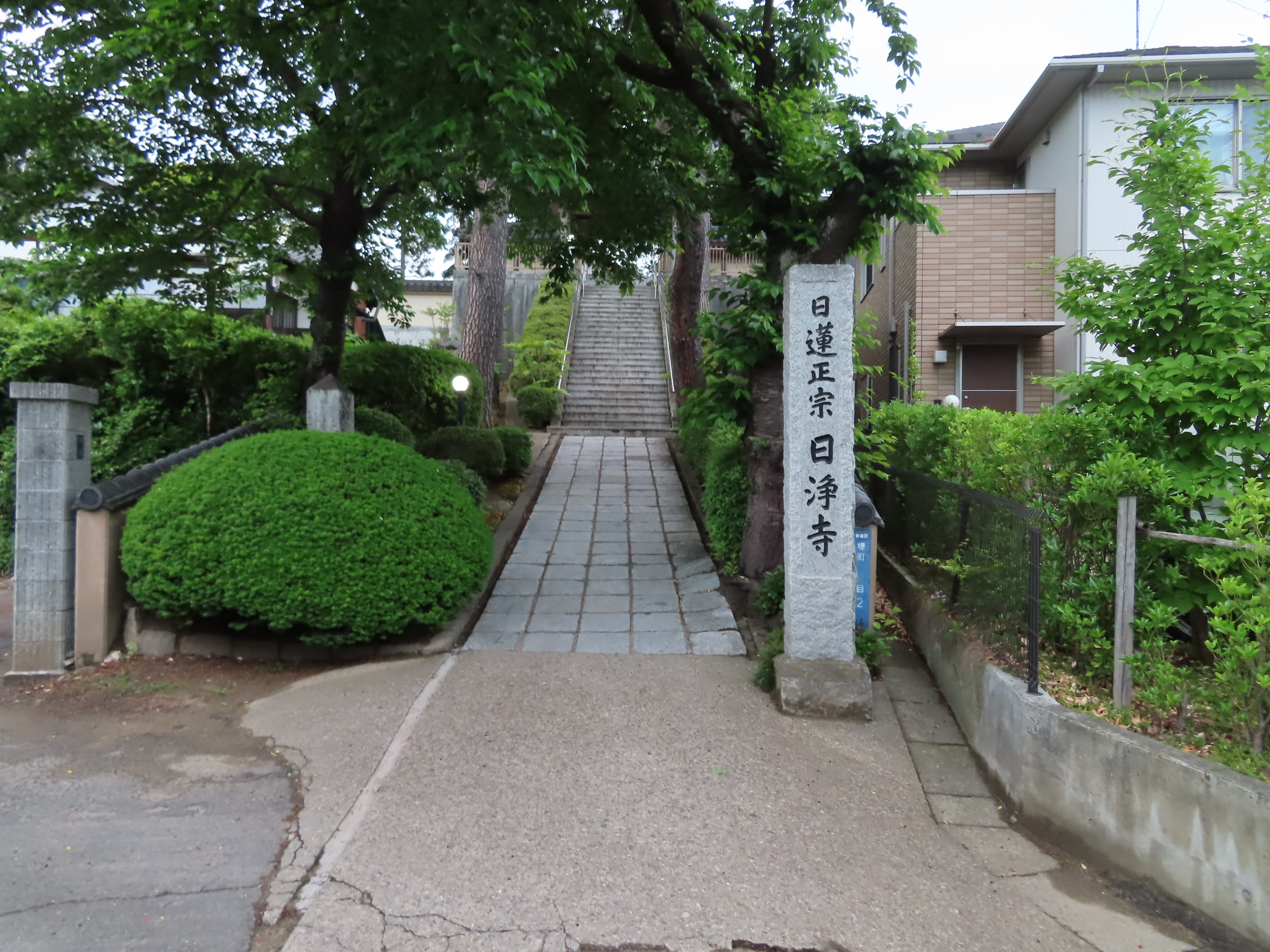
日浄寺（2021年5月撮影）

日浄寺（にちじょうじ）は、宮城県仙台市青葉区に所在する日蓮正宗の寺院。山号は上方山（じょうほうざん）。

## 起源
- 1643年（寛永20年） - 好学院日行により建立される。開基は日蓮正宗第17世法主日精。
- 1764年（明和元年） - 仙台に大石寺の末寺を建立しようとしたため、それに反対する他宗の僧侶や役人により、仙台法難が起こり、日浄寺信徒も迫害を受ける。
- 1804年（文化元年） - 洞ノ口法難が起こる。
- 1928年（昭和3年） - 要法寺が日浄寺は要法寺の末寺であると主張して勝訴する。
- 1943年（昭和18年） - 日蓮正宗に復帰する。

## 所在地
- 宮城県仙台市青葉区堤町2丁目2-1

## 寺院周辺
- 堤町天神社

## 交通アクセス
- 東北新幹線仙台駅より車で15分。
- 仙台市地下鉄・仙山線北仙台駅より徒歩5分。